# Liješće (gmina Brod)
Liješće (cyr. Лијешће) – wieś w Bośni i Hercegowinie, w Republice Serbskiej, w gminie Brod. W 2013 roku liczyła 1518 mieszkańców.